# Masaki Suzuki
Masaki Suzuki (jap. 鈴木 正樹 Suzuki Masaki;  * 2. Januar 1945) ist ein ehemaliger japanischer Eisschnellläufer.

## Werdegang
Suzuki startete international erstmals in der Saison 1967/68 und belegte bei den Olympischen Winterspielen 1968 in Grenoble den 40. Platz über 1500 m sowie den 15. Rang über 500 m. In den folgenden Jahren errang er bei der Sprintweltmeisterschaft 1970 in West Allis und bei der Sprintweltmeisterschaft 1971 in Inzell jeweils den 11. Platz sowie bei den Olympischen Winterspielen 1972 in Sapporo den achten Platz über 500 m. In der Saison 1972/73 belegte er bei der Sprintweltmeisterschaft 1973 in Oslo den neunten Platz im Sprint-Mehrkampf und bei der Mehrkampfweltmeisterschaft 1973 in Deventer den 26. Rang im Großen Vierkampf. Im Jahr 1974 lief er bei der Mehrkampfweltmeisterschaft in Inzell auf den 25. Platz im Großen Vierkampf und gewann bei der Sprintweltmeisterschaft in Innsbruck die Silbermedaille im Sprint-Mehrkampf. Bei der Sprintweltmeisterschaft 1975 in Göteborg wurde er Sechster im Sprint-Mehrkampf. Nachdem er zu Beginn der Saison 1975/76 im Sprint-Mehrkampf seinen einzigen Titel bei japanischen Meisterschaften gewinnen konnte, belegte er bei den Olympischen Winterspielen 1976 in Innsbruck den 19. Platz über 1000 m und den 11. Rang über 500 m sowie bei der Sprintweltmeisterschaft 1976 in Berlin den 15. Platz im Sprint-Mehrkampf.

## Erfolge

### Olympische Spiele
- 1968 Grenoble: 15. Platz 500 m, 40. Platz 1500 m
- 1972 Sapporo: 8. Platz 500 m
- 1976 Innsbruck: 11. Platz 500 m, 19. Platz 1000 m

### Mehrkampf-Weltmeisterschaften
- 1973 Deventer: 26. Platz Großer Vierkampf
- 1974 Inzell: 25. Platz Großer Vierkampf

### Sprint-Weltmeisterschaften
- 1970 West Allis: 11. Platz Sprint-Mehrkampf
- 1971 Inzell: 11. Platz Sprint-Mehrkampf
- 1973 Oslo: 9. Platz Sprint-Mehrkampf
- 1974 Innsbruck: 2. Platz Sprint-Mehrkampf
- 1975 Göteborg: 6. Platz Sprint-Mehrkampf
- 1976 Berlin: 15. Platz Sprint-Mehrkampf

## Persönliche Bestzeiten
| Disziplin | Zeit         | Datum             | Ort       |
| --------- | ------------ | ----------------- | --------- |
| 500 m     | 38,60 s      | 20. Dezember 1973 | Karuizawa |
| 1000 m    | 1:20,60 min  | 11. Dezember 1972 | Koumi     |
| 1500 m    | 2:06,90 min  | 29. November 1974 | Matsumoto |
| 5000 m    | 8:25,50 min  | 21. Februar 1969  | Mizunami  |
| 10.000 m  | 17:25,20 min | 22. Februar 1969  | Mizunami  |